# Impossible Pictures
Impossible Pictures Limited ist eine englische TV-Produktionsfirma.

## Geschichte
Die Firma wurde 2002 von Tim Haines und Jasper James gegründet. Beide arbeiteten zuvor bei der BBC. Als Teil der BBC produzierten die beiden unter anderem die erfolgreiche Dinosaurier-Trilogie mit Dinosaurier – Im Reich der Giganten, Die Erben der Saurier und Die Ahnen der Saurier.
Nach mehreren BBC-Produktionen über prähistorisches Leben, beschloss Tim Haines 2002 eine eigene unabhängige Firma zu gründen - Impossible Pictures.
Nun produzierten sie Doku-Dramen wie Prehistoric Park – Aussterben war gestern oder Perfect Disaster. Mit Primeval produzierten sie schließlich ihre erste TV-Serie, die komplett aus Drama besteht. Neben TV-Sendungen produzierten sie auch Filme wie "The Lost World" ("Die vergessene Welt"), welcher kurz nach "Walking with Dinosaurs" gedreht wurde, oder ITVs "Frankenstein".
Im Laufe der Zeit änderte sich nicht nur ihr Genre, sondern auch die Sender mit denen sie arbeiteten. So produzierten sie anfangs nur für die BBC. Später machten sie mit Discovery Channel Sendungen. Aktuell (2010) arbeiten sie für ITV und produzierten dabei Prehistoric Park und Primeval. Die meisten ihrer Produktionen wurden co-finanziert durch den deutschen Sender ProSieben. Von Anfang an gab es eine Zusammenarbeit für die Visuellen Effekte mit Framestore.

## Liste aller Produktionen

### Als Teil von BBC
- Walking with Dinosaurs / Dinosaurier - Im Reich der Giganten (1999)
- Walking with Dinosaurs - The Ballad of Big Al / Die Geschichte von Big Al (2000)
- Walking with Beasts / Die Erben der Saurier - Im Reich der Urzeit (2001)
- The Lost World / Die vergessene Welt (2001)

### Als unabhängige Firma
- Chased by Dinosaurs / Dinosaurier - Im Reich der Giganten/Specials (2002)
- Chased by Sea Monsters: Prehistoric Predators of the Deep / Monster der Tiefe - Im Reich der Urzeit (2003)
- The Legend of the Tamworth Two (2004)
- Space Odyssey: Voyage To The Planets / Space Odyssey - Mission zu den Planeten (2004)
- T-Rex - A Dinosaur in Hollywood (2005)
- Story of One (2005)
- Walking with Monsters / Die Ahnen der Saurier - Im Reich der Urzeitmonster (2005)
- Pickles: The Dog who Won the World Cup (2005)
- Perfect Disaster / Perfect Disaster - Wenn die Natur Amok läuft (2006)
- Ocean Odyssey / Deep Ocean - Atemberaubende Reise in die faszinierenden Tiefen des Meeres (2006)
- Prehistoric Park / Prehistoric Park - Ausgestorben war gestern (2006)
- Primeval / Primeval - Rückkehr der Urzeitmonster (2007 - )[1]
- Frankenstein (2007)
- Fearless Planet / Naturwunder der Erde (2007)
- Ways to save the Planet (2007–2008)

### Zusätzlich mit Walt Disney Pictures
- The Planet of Monsters: Life Before the Dinosaurs (Filmversion von Walking with Monsters)
- Dinosaur Journey (Filmversion von Walking with Dinosaurs)
- Mammal Kingdom (Filmversion von Walking with Beasts)

## Auszeichnungen
BAFTAs
- Walking with Dinosaurs: 1999 für Innovation[2]
- Walking with Beasts: 2001 für Verbesserung bei gleichbleibendem Medium
- The Giant Claw: 2002 für visuelle Effekte

EMMYs
- Walking with Dinosaurs: 1999–2000 für herausragende animierte Sendung
- Walking with Dinosaurs - The Ballad of Big Al: 2000–2001 für herausragende animierte Sendung
- Walking with Beasts: 2001–2002 für herausragende animierte Sendung
- Chased by Dinosaurs: 2002–2003 für herausragende animierte Sendung
- Walking with Monsters: 2005 für herausragende animierte Sendung

RTSs
- Walking with Dinosaurs: 1999 für Teamwork
- Walking with Beasts Online: 2001 für primäre und sekundäre Multimedia und Interaktion

TV and Radio industry awards
- Walking with Dinosaurs: 2000 für Dokumentation des Jahres

Wildscreens
- Sea Monsters: 2003 für Animal Planet internationalem Award für populäre TV-Sendung
- Chased by Dinosaurs - The Giant Claw: 2004 für Parthenon Entertainment Award für Innovation

Broadcast Film Critics Association Awards
- Walking with Dinosaurs: 2000 für neuartige Sendung

Peabodys
- Walking with Dinosaurs: 2000

Escape Awards
- Primeval: 2008 für CGI in Serie

## Logo
Anfangs benutzte Tim für seine Produktionen Infrarotbilder der Tiere als Logo. In "Walking with Dinosaurs" war es ein T-Rex-Jungtier und in "Walking with Beasts" ein Smilodon. Seit der Gründung wurde dann ein Mann, der einen Bilderrahmen schräg vor dem Gesicht hält, als Logo benutzt. In dem Bilderrahmen wurde für jede Folge einer Sendung ein passendes Bild reingesetzt, was dann so aussah, als würde z. B. die Kreatur aus dem Bild rauskommen.